# Ascou
Ascou è un comune francese di 134 abitanti situato nel dipartimento dell'Ariège nella regione dell'Occitania.

## Monumenti
- Chiesa dei Santi simone e Giuda della metà del 1400, con all'interno una statua della vergine maria classificata come oggetto storico dalla Base Mérimée.

## Società

### Evoluzione demografica
Abitanti censiti